# Paragryllacris nigrosulcata
Paragryllacris nigrosulcata är en insektsart som beskrevs av Heinrich Hugo Karny 1929. Paragryllacris nigrosulcata ingår i släktet Paragryllacris och familjen Gryllacrididae. Inga underarter finns listade i Catalogue of Life.